# Arte (canal de televisión)
Arte (acrónimo de Association relative à la télévision européenne) es un canal de televisión franco-alemán de servicio público con vocación cultural y europea. La empresa es una agrupación europea de interés económico (AEIE) con sede en Estrasburgo que está formada por dos filiales: Arte France (Francia) y Arte Deutschland (Alemania). Los dos países comparten la misma señal, y la única diferencia entre ambas versiones es el idioma de emisión.
Las emisiones de Arte comenzaron el 30 de mayo de 1992. El canal está disponible en abierto en televisión digital terrestre, IPTV, cable y satélite, y se pueden acceder a sus contenidos de forma gratuita en aplicaciones para smartphones, tabletas y televisión inteligente. Desde 2015 existe una versión web en idioma español, «Arte en español», que ofrece una selección gratuita de contenidos. 

## Historia

### Orígenes (1986-1992)
Ante la irrupción de la televisión privada en el mercado audiovisual francés en la década de 1980, el presidente galo François Mitterrand había propuesto crear un canal de televisión cultural y educativo con vocación europea. Este proyecto estaba ligado al desarrollo de la televisión por satélite, en concreto al próximo lanzamiento del satélite europeo TDF-1.
En 1985, el periodista Pierre Desgraupes presentó un proyecto de televisión cultural europea que se debería llamar inicialmente Canal 1. Finalmente, el 27 de febrero de 1986 se constituyó la empresa «La Sept» —Sociedad Europea de Programas de Televisión—, participada por la televisión pública FR3 (45%), el estado francés (25%), Radio France (15%) y el INA (15%). En un primer momento se trató de una productora que colaboraba con otras televisiones de la Unión Europea de Radiodifusión, aunque el objetivo a corto plazo era que funcionara como canal de televisión.
De forma paralela, el presidente Mitterrand y el canciller alemán Helmut Kohl habían mantenido reuniones sobre el proyecto, estableciéndose grupos de trabajo sobre aspectos logísticos, técnicos y de producción de programas. Dos años más tarde, el 4 de noviembre de 1988, ambos mandatarios firmaron en Bonn el acuerdo sobre «un canal cultural franco-alemán, núcleo de la futura televisión cultural europea».
Hubo complicaciones en la negociación porque ambos países tenían sistemas de radiodifusión pública distintos: mientras Francia cuenta con un sistema estatal, en Alemania Occidental estaba descentralizado y dependía del visto bueno de los once estados federados. Otro aspecto polémico era la cobertura: como Alemania aún no había ideado un canal específico, parte de la programación se emitiría en los canales públicos de ARD y ZDF. Pero en Francia la cobertura de La Sept estaba restringida a la televisión por satélite, así que para reequilibrarlo llegaron a un acuerdo de emisión con FR3 todos los sábados, desde las 15:00 hasta la medianoche. Si bien Francia quería ampliar su alianza a otros países, entre ellos España, no logró concretar ningún acuerdo más.
La Sept comenzó sus emisiones en Francia como canal de televisión el 30 de mayo de 1989. El pacto que sienta las bases de la Televisión Cultural Europea (CCE) fue firmado el 2 de octubre de 1990, un día antes de la reunificación alemana.

### Nacimiento de Arte

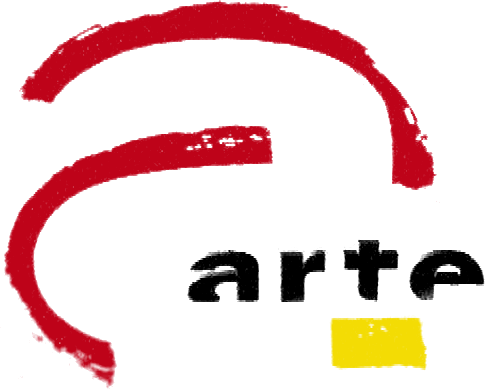
Primer logotipo de Arte (1992)

El 30 de abril de 1991 se creó la compañía franco-alemana «Arte» —Asociación Relativa a la Televisión Europea— bajo la fórmula de agrupación europea de interés económico (AEIE). La sede central se encontraba en Estrasburgo y el grupo estaría formado por dos empresas paritarias: La Sept en Francia (posteriormente Arte France) y Arte Deutschland TV en Alemania, esta última creada por ARD y ZDF.
Arte comenzó sus emisiones el 30 de mayo de 1992, en señal abierta para toda Europa a través de la televisión por cable y satélite, con versiones simultáneas en francés y alemán. En un primer momento su programación estaba restringida al horario nocturno, desde las 19:00 horas hasta la madrugada, por lo que la frecuencia se compartía con otros canales. En Francia tuvo un lento arranque, pero a partir de septiembre el gobierno aprovechó el cierre de La Cinq para otorgarle su frecuencia analógica; dos años después terminaría compartiéndola con el canal público La Cinquième y su sucesor France 5, hasta el 30 de noviembre de 2011 (con un canal propio para Arte por cable y por satélite desde 1998). En el caso de Alemania, se le asignó una frecuencia en el satélite DFS1-Kopernikus, con canal propio, y a partir de 1994 en el satélite Astra; desde el 1 de enero de 1996, compartió frecuencia con la versión alemana de Nickelodeon, y entre el 1 de enero de 1997 y el 1 de enero de 2003, con Der Kinderkanal, el canal infantil de ARD y ZDF.
Ya con el proyecto consolidado, a partir de 1996 se amplió la programación al horario de tarde.
Al mismo tiempo, otras radiodifusoras públicas europeas se sumaron al proyecto a través de contratos de asociación, entre ellas RTBF (Bélgica, 1993), SSR (Suiza, 1995), Televisión Española (España, 1995), TVP (Polonia, 1996), ORF (Austria, 1998), RAI (Italia, 1998) y YLE (Finlandia, 1999). En TVE los contenidos de Arte se difundían a través del programa «La noche temática» en La 2 hasta mediados de los años 2000.
Entre el 21 de marzo de 1993 y el 28 de marzo de 1994, la programación de Arte en francés se emitió para Bélgica como Arte/21, en frecuencia compartida con RTBF 21 en los canales analógicos de la antigua Télé 21: RTBF 21 emitía su programación abierto, pero a partir de las 19:00 h., Arte codificaba su programación en su emisión terrestre, mientras que en el cable se emitía en abierto.

### Situación actual

La imagen corporativa de Arte, diseñada por Lambie-Nairn en 1995, se ha mantenido con ligeros cambios.

El principal activo de Arte es el canal de televisión, cuyos contenidos se producen en idioma francés e idioma alemán. Con el paso del tiempo se ampliaron los servicios: en 2002 la filial francesa inauguró Arte Radio, una versión web especializada en podcasting, y en 2007 se creó una plataforma de televisión por internet (Arte +7) que permite ver todos los programas hasta una semana después de la emisión original.
La alta definición llegó en 2008 con estándares distintos: mientras en Francia había una señal en 1080i, en Alemania se utilizó el 720p por razones técnicas.
En un primer momento Arte quiso expandir su modelo a través de canales de televisión, e incluso hubo una versión en abierto para Bélgica a través del cable (Arte Belgique), que funcionó desde 2006 hasta 2022, con desconexiones específicas en francés, y también en flamenco a partir de 2011. Aunque en Francia, en su emisión analógica, compartió su frecuencia con France 5 hasta 2011, en Bélgica ambos canales siguieron compartiendo canal hasta el 1 de junio de 2022, aunque solo a través de las señales analógicas del operador Voo.
Después de eso, cambió de estrategia: con el objetivo de llegar al mayor público europeo posible, en 2015 se reconvirtió el sitio web en una plataforma de streaming con programas gratuitos bajo demanda. Además de mantener sus señales abiertas en francés (Arte France) y alemán (Arte Deutschland), existen versiones geolocalizadas con subtítulos en español (Arte en Español), inglés, polaco e italiano, en estos casos solamente con los espacios de producción propia. Este proyecto ha sido posible gracias al apoyo de la Comisión Europea.
En 2025, Arte fue aceptado como miembro activo de la Unión Europea de Radiodifusión. El canal fue reconocido legalmente miembro de Francia porque su sede social está en Estrasburgo, si bien no está sujeta a la ley audiovisual francesa.

## Organización

Sede central de Arte en Estrasburgo.

Arte es una agrupación europea de interés económico (AEIE) con sede social en Estrasburgo, que está formada por dos empresas dedicadas a la emisión, producción y edición de programas:
- Arte France (Francia) — su accionariado está compuesto por France Télévisions (45%), el Estado francés (25%), Radio France (15%) y el INA (15%). Tiene la sede social en Issy-les-Moulineaux.

- Arte Deutschland (Alemania) — participada al 50% por ARD y ZDF. Tiene la sede social en Baden-Baden.

Toda la programación, así como la gestión y las promociones, son comunes tanto en la versión francesa como en la versión alemana. La única diferencia entre ambas es el audio del idioma.
El 95% del presupuesto de Arte proviene del canon televisivo que recaudan las televisiones públicas de Francia y Alemania. Como contrapartida, no puede emitir publicidad ni patrocinios; el 5% restante se cubre con la venta de productos y derechos de emisión. Las tres entidades que componen Arte —la AEIE y las dos filiales— son jurídicamente independientes y cada una presenta sus propios presupuestos, cuentas de resultados e informes anuales de gestión.
Arte ha firmado contratos de asociación con otras radiodifusoras públicas para el Intercambio de producciones propias, realización de coproducciones y participación asuntos relativos al canal. En 2022, los miembros por orden alfabético son ČT (República Checa), LRT (Lituania), ORF (Austria), RAI (Italia), RTBF (Bélgica), RTÉ (Irlanda), RTVE (España), SRG SSR (Suiza) e YLE (Finlandia).

### Objetivos
Arte se define como un canal de televisión cultural franco-alemán, especialmente centrado en la sociedad europea.

«El grupo tiene como objetivo concebir, producir y difundir (…) emisiones de televisión con carácter cultural e internacional en amplio sentido, y consolidar la comprensión y el acercamiento entre pueblos europeos.»

Definido como un canal independiente del poder político y económico, está sometido a la vigilancia y control de las sociedades que conforman la agrupación. Aunque tenga la sede en Estrasburgo, no puede ser controlada por el Consejo Superior Audiovisual de Francia debido a las condiciones pactadas en el acuerdo sobre la Televisión Cultural Europea de 1990.

### Funciones y dirigencia
Respecto a la producción y compra de programas, Arte France (40%) y Arte Deutschland (40%) se reparten la responsabilidad a partes iguales. El 20% restante proviene de Arte AEIE —responsable a su vez de la difusión— y de los socios europeos que han firmado el contrato de asociación. Más del 85% de los programas emitidos por Arte se producen en Europa.
Los puestos de responsabilidad se reparten entre franceses y alemanes, según el principio de presidencia rotatoria.
La cadena es dirigida por el comité de gerencia, bajo la supervisión de una Asamblea General que define el contrato marco de objetivos (llamado «Proyecto de Grupo») y vota los presupuestos. Todas sus actividades son auditadas por una empresa externa según la normativa europea. Además hay un comité específico de programación, en el que se decide la línea editorial, y un comité asesor formado por representantes de la cultura europea.
La asamblea general, que se reúne cuatro veces al año, está compuesta por seis representantes de Arte France y seis representantes de Arte Deutschland, entre los cuales se elige al presidente y el vicepresidente. Las radiodifusoras con contrato de asociación pueden participar pero no tienen voto.

### Instalaciones

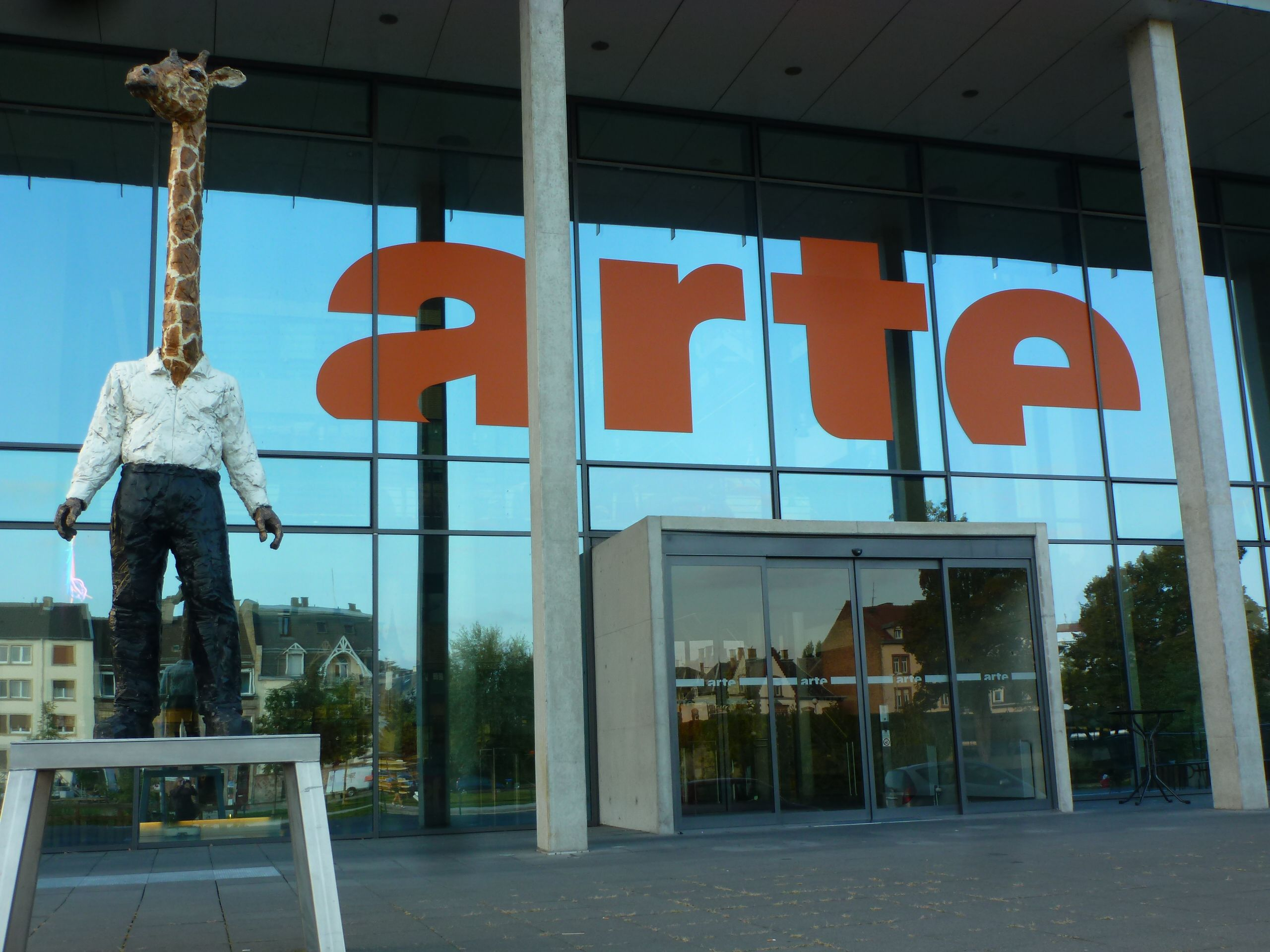
L'Homme girafe de Stephan Balkenhol en la entrada de la sede.

La sede central de Arte se encuentra en Estrasburgo (Alsacia, Francia), una ciudad importante en las relaciones germano-francesas y que acoge a las principales instituciones europeas. Desde 2004 dispone de un edificio propio de 4800 m² de superficie a las orillas del río Ill, muy próximo al Parlamento Europeo. Anteriormente alquilaba una sede en la céntrica rue de la Fonderie.
La construcción de la nueva sede corrió a cargo de un equipo de arquitectos franco-alemán formado por Hans Struhk y Paul Maechel, y presupuestado en 30 millones de euros. La primera piedra se colocó el 3 de mayo de 2001 y la inauguración tuvo lugar el 13 de octubre de 2004.
El ayuntamiento de Estrasburgo y el canal de televisión organizaron un concurso público, en colaboración con el Centro Europeo de Acciones Artísticas Contemporáneas (CEAAC), para instalar una obra de arte en la entrada de la sede. El vencedor fue L'Homme girafe, una escultura de Stephan Balkenhol que representa a una jirafa con cuerpo humano.
Además, cada filial dispone de sedes y centros de producción propios. Arte France tiene la sede en Issy-les-Moulineaux, en unas instalaciones que históricamente ha compartido con France 5, y Arte Deutschland está ubicada en Baden-Baden, en un edificio perteneciente al radiodifusor Südwestrundfunk (SWR).

## Programación
Arte asegura que dos tercios de la programación que emite en el canal de televisión son inéditos y de producción propia, hechos por las filiales de Arte o los canales asociados. El propio canal divide su parrilla en documentales (55%), películas y series de televisión (25%), informativos (15%) y espectáculos (5%). Más del 85% de la programación producida o emitida por Arte es de origen europeo. Los espacios deben seguir las pautas establecidas por la Asamblea General, además de cumplir valores de servicio público y difusión cultural para la mayor audiencia posible.
La programación de Arte es en idioma francés o en idioma alemán, lo que le permite llegar al 32% de la población europea. Con la introducción de subtítulos para las plataformas digitales —español, inglés, italiano y polaco—, el 70% de los europeos puede acceder a los contenidos del canal. En lo que respecta al canal de televisión, el horario central está dividido en temas.

### Disponibilidad
Los canales de televisión de Arte emiten de forma continua durante las 24 horas. Anteriormente tenían que compartir la frecuencia con otros canales, pero esas limitaciones se han eliminado con el paso del tiempo.
- Arte France: Disponible en televisión digital terrestre (canal 7 en SD, canal 57 en HD), televisión por satélite (Astra 19.2°E, Hotbird 13°E y Atlantic Bird), televisión por cable e IPTV.
- Arte Deutschland: Disponible en televisión digital terrestre (según cada región), televisión por satélite (Astra 19.2°E y Hotbird 13°E), televisión por cable e IPTV.

## Otros servicios

### Arte en español
Desde noviembre de 2015, Arte tiene una plataforma de streaming que ofrece una selección de 400 horas de programas subtitulados al español, principalmente documentales y espacios factuales. El contenido está disponible durante un máximo de sesenta días y se renueva con regularidad. No obstante, el catálogo es algo más limitado que el canal franco-alemán: los informativos no están disponibles, y debido a los derechos de emisión tampoco se puede acceder a las series ni a las películas.
Cuando Televisión Española formaba parte de Arte en los años 1990, los contenidos del canal se ofrecían dentro del bloque «La noche temática» en la madrugada de los sábados. En junio de 2022, RTVE firmó un acuerdo de asociación para regresar a la plataforma.

### Arte Concert
Arte Concert es una plataforma de streaming especializada en conciertos, recitales y festivales musicales que se celebran en Europa, con especial atención a la escena emergente y a la ópera. Desde su lanzamiento en 2009 bajo la marca Arte Live Web ha publicado más de 600 espectáculos al año, muchos de ellos en directo. Está disponible a través de la aplicación móvil de Arte, internet, dispositivos inteligentes y su propio canal de YouTube.

### Arte Radio
Sitio web dedicado a la difusión de programas de radio, audiolibros y podcasting. Fue inaugurado en 2002. Casi todos los contenidos disponibles en esta plataforma son en idioma francés.